# An Interrupted Picnic
An Interrupted Picnic byl britský němý film z roku 1898. Režisérem byl Cecil Hepworth (1873–1953). Byl to jeden z prvních filmů produkovaný společností Hepworth Studios, kterou ražisér ve stejném roce založil spolu se svým bratrancem Monty Wicksem. Film je považován za ztracený.
Film byl dlouhý 15,24 metru a do britských kin byl uveden v září 1898. Film pravděpodobně zničil sám Cecil Hepworth v roce 1924, aby získal zpět dusičnaté stříbro.

## Děj
Tulák nařídí piknikářům, aby odešli, ale oni ho místo toho hodí do řeky.